# Настоящий секс в другом городе
«Настоящий секс в другом городе» (англ. The Real L Word) — телесериал Айлин Чайкен. Является продолжением темы показа лесбийских отношений в формате телесериала, начатой сериалом «Секс в другом городе». Снят в жанре реалити-шоу, главные героини играют самих себя и рассказывают о своей собственной жизни.
Количество сезонов — 3 по 9 серий.

## Сюжет
Сериал рассказывает о жизни шести лесбиянок, живущих в Лос-Анджелесе. Майки — яркая и бескомпромиссная продюсер показов коллекций одежды. Роза — любительница отвязных вечеринок, консультант по вопросам недвижимости. Трейси — исполнительный менеджер кино и телевидения. Уитни — художница, занимающаяся татуировками. Никки — талантливая репортёр и продюсер, помолвленная с Джилл, писательницей.

## Список эпизодов 1 сезон
| Эпизод | Название                                                               | Дата выхода     | Сюжет |
| ------ | ---------------------------------------------------------------------- | --------------- | ----- |
| 1.1    | «Сила молчания» «The Power of the Clam»                                | Июнь 20, 2010   |       |
| 1.2    | «Игра началась!» «Game On!»                                            | Июнь 27, 2010   |       |
| 1.3    | «Bromance»                                                             | Июль 4, 2010    |       |
| 1.4    | «Игра на любовь» «Gambling With Love»                                  | Июль 11, 2010   |       |
| 1.5    | «Без препятствий» «Free Pass»                                          | Июль 18, 2010   |       |
| 1.6    | «Семейные связи» «Family Ties»                                         | Июль 25, 2010   |       |
| 1.7    | «Моя вечеринка — хочу и ору» «It’s My Party and I’ll Cry If I Want To» | Август 1, 2010  |       |
| 1.8    | «Сбежавшая невеста» «Runaway Bride»                                    | Август 8, 2010  |       |
| 1.9    | «Дина или Провал» «Dinah or Bust»                                      | Август 15, 2010 |       |

## Список эпизодов 2 сезон
- 2.1 Fresh Start
- 2.2 The Morning After
- 2.3 Back To Square One
- 2.4 The Other L Word
- 2.5 It’s About To Get Juicy
- 2.6 Baby Batter Up!
- 2.7 Playing With Fire
- 2.8 The Hardest Time
- 2.9 The Pieces Fall Into Place

## Список эпизодов 3 сезон
- 3.1 Apples And Oranges
- 3.2 Leap of Faith
- 3.3 Love Lost
- 3.4 Scissor Sisters
- 3.5 I Wasn’t Expecting This
- 3.6 Lost in a Bush
- 3.7 Dream Come True
- 3.8 Premonitions
- 3.9 Perfect Day